# الفبای فنیقی
الفبای فنیقی درست‌تر از خط هیروگلیف مصریست. فنیقی‌ها (چهارده قرن پیش از میلاد) به گمان بسیار قوی، نخستین کسانی بودند که افتخار ساختن الفبای حقیقی را دارند؛ اختراعی که تحول عظیمی در خط ایجاد کرد چه الفبای یونانی و لاتین منتج از الفبای فنیقی است و از آنجا که الفبای سایر کشورهای اروپایی مشتق از این دو الفبا است، می‌توان گفت که خاستگاه خطوط ملل اروپایی فنیقی است. همچنین، به دست قوم آرامی الفبای فنیقی در مصر و مردم عرب و میانرودان تا هند بسط یافت و اصول آن بعدها با اختراع علایمی برای نشان دادن حروف مصوت به‌وسیلهٔ یونانیها کامل شد.
خط فنیقی چون به وجود آمد، سایر خطوط جز خط چینی را از قلمرو نویسندگی خارج کرد؛ چون نوشتن با این خط بسیار آسان بود، به کار بستن آن توسعه زیاد یافت. در جنب پیشرفت خط سعی دیگری نیز به عمل آمد و آن توسعهٔ محل و مواد نویسندگی بود چه قبل از پیدایش کاغذ از سنگ و فلزات استفاده می‌کردند و غیر از سنگ و فلزات از پوست درختان و جانوران نیز استفاده می‌شد، ولی گرانی قیمت این دو پوست موجب شد که در مصرف آن صرفه‌جویی کنند و طریق صرفه‌جویی، یکی فشردگی در نوشته و دیگر استفاده از علائم اختصاری و دیگر تراش پوست و استفاده دوباره از آن بود.
قدیمی‌ترین نمونه‌های این الفبای فینیقی در شهر کوچک بولوس لبنان پیدا شده‌است که امروزه جبیل خوانده می‌شود. یونانی‌ها الفبای فینیقی را پذیرفتند و در آن تغییراتی دادند که الفبای یونانی (۱۰۰۰ سال پیش از میلاد) به وجود آمد. عقیده بر آن است که الفبای مذکور از خط اقوام سامی شمالی سرچشمه گرفته‌است.

## جدول الفبای فنیقی (فینیکی)
| حرف    | یونی‌کد | نام  | معنا (زبان‌شناسی)                     | آوانگاری | حرف برابر در | حرف برابر در                   | حرف برابر در                    | حرف برابر در            | حرف برابر در       | حرف برابر در                                     |                   |
| حرف    | یونی‌کد | نام  | معنا (زبان‌شناسی)                     | آوانگاری | عبری         | سُریانی                         | عربی                            | یونانی                  | لاتین              | سیریلیک                                          |                   |
| ------ | ------ | ---- | ------------------------------------ | -------- | ------------ | ------------------------------ | ------------------------------- | ----------------------- | ------------------ | ------------------------------------------------ | ----------------- |
| Aleph  | 𐤀      | الف  | گاو نر                               | ʼ        | ا            | الف (حرف عبری)                 | (به عربی: ا)                    | آلفا (حرف)α             | Aa                 | آ (سیریلیک)а                                     |                   |
| Beth   | 𐤁      | بیت  | خانه (عربی: بیت) (عبری: בית)         | b        | ب            | بت (حرف عبری)                  | (به عربی: ب)                    | ڤیتا (حرف)β             | Bb                 | به (سیریلیک)б, و (سیریلیک)в                      |                   |
| Gimel  | 𐤂      | گیمل | شتر (عربی: جمل) (عبری: גמל)          | g        | ج            | گیمل                           | (به عربی: ج)                    | گاما (حرف)γ             | Cc, Gg             | گ (سیریلیک)г                                     |                   |
| Daleth | 𐤃      | دلت  | در (عبری: דלת)                       | d        | د            | دالت (حرف عبری)                | (به عربی: د)، (به عربی: ذ)      | دلتا (حرف)δ             | Dd                 | د (سیریلیک)д                                     |                   |
| He     | 𐤄      | هه   | پنجره                                | h        | ه            | ه                              | (به عربی: هـ)                   | اپسیلونε                | Ee                 | اِ (سیریلیک)е, ی اکراینیє                         |                   |
| Waw    | 𐤅      | واو  | چنگک (عبری: וו)                      | w        | ו            | واو (حرف عبری)                 | (به عربی: و)                    | اوپسیلونυ, (واو (حرف)ϝ) | Yy, Ff, Vv, Uu, Ww | او (سیریلیک)у                                    |                   |
| Zayin  | 𐤆      | زین  | اسلحه (عبری: כלי זין)                | z        | ز            | زین (حرف عبری)                 | (به عربی: ز)                    | زتاζ                    | Zz                 | ز (سیریلیک)з                                     |                   |
| Heth   | 𐤇      | خت   | دیوار (عربی: حیط)                    | ḥ        | ح            | ح                              | (به عربی: ح)، (به عربی: خ)      | اتا (حرف)η              | Hh                 | ای (سیریلیک)и                                    |                   |
| Teth   | 𐤈      | طت   | خوب (عبری: טוב)                      | ṭ        | ط            | ط                              | (به عربی: ط)، (به عربی: ظ)      | تتاθ                    | تورنþ              | ( Ѳ ѳ)                                           |                   |
| Yodh   | 𐤉      | یوت  | دست (عربی: ید) (عبری: יד)            | y        | י            | ی                              | (به عربی: ی)                    | یوتا (حرف)ι             | Ii, Jj             | ای ده‌دهی (سیریلیک)і, Yi (سیریلیک)ї, ی (سیریلیک)ј |                   |
| Kaph   | 𐤊      | کف   | کف دست انسان (عربی: کفّ) (عبری: כף)   | k        | כ            | کاف (حرف عبری), کاف (حرف عبری) | کاف (حرف عبری)                  | (به عربی: ک)            | کاپاκ              | Kk                                               | کا (سیریلیک)к     |
| Lamedh | 𐤋      | لمد  | سیخ                                  | l        | ل            | ل                              | (به عربی: ل)                    | لامبداλ                 | Ll                 | ال (سیریلیک)л                                    |                   |
| Mem    | 𐤌      | میم  | آب (عربی: ماء) (عبری: מים)           | m        | م، ם         | م                              | (به عربی: م)                    | مو (حرف)μ               | Mm                 | ام (سیریلیک)м                                    |                   |
| Nun    | 𐤍      | نون  | مار (عربی: حنش) (عبری: נחש)          | n        | ن، ן         | ن                              | (به عربی: ن)                    | نو (حرف)ν               | Nn                 | ان (سیریلیک)н                                    |                   |
| Samekh | 𐤎      | سمچ  | ماهی (عربی: سمک) ستون                | s        | ش            | سمخ (حرف عبری)                 | سمخ (حرف عبری) / سمخ (حرف عبری) | (به عربی: ش)            | کسیξ, poss. خیχ    | poss. Xx                                         | ( Ѯ ѯ), poss. خاх |
| Ayin   | 𐤏      | عین  | چشم (عربی: عین) (عبری: עין)          | ʼ        | ع            | ع                              | (به عربی: ع)، (به عربی: غ)      | امیکرونο                | Oo                 | اُ (سیریلیک)о                                     |                   |
| Pe     | 𐤐      | په   | دهان (عربی: فم) (عبری: פה)           | p        | پ، ف         | ف                              | (به عربی: ف)                    | عدد پیπ                 | Pp                 | پ (سیریلیک)п                                     |                   |
| Sade   | 𐤑      | صاده | درخت پاپیروس                         | ṣ        | ص، ץ         | زادی (حرف عبری)                | (به عربی: ص)، (به عربی: ض)      | (سان (حرف)ϻ)            | CH                 | تسه (سیریلیک)ц, چ (سیریلیک)ч                     |                   |
| Qoph   | 𐤒      | کوف  | سوراخ سوزن (عبری: קוף)               | q        | ق            | ق                              | (به عربی: ق)                    | (قوپاϙ)                 | Qq                 |                                                  |                   |
| Res    | 𐤓      | رش   | سر (عربی: راْس) (عبری: ראש)           | r        | ر            | رش (حرف عبری)                  | رش (حرف عبری)                   | (به عربی: ر)            | روρ                | Rr                                               | ار (سیریلیک)р     |
| Sin    | 𐤔      | شین  | خورشید (عربی: شمس)، دندان (عبری: שן) | š        | ש            | ش                              | (به عربی: ش)                    | سیگماσς                 | Ss                 | اس (سیریلیک)с, شاш                               |                   |
| Taw    | 𐤕      | تو   | علامت (عبری: תו)                     | t        | ت            | ت                              | (به عربی: ت)، (به عربی: ث)      | تاوτ                    | Tt                 |                                                  |                   |